# Pietra Nera

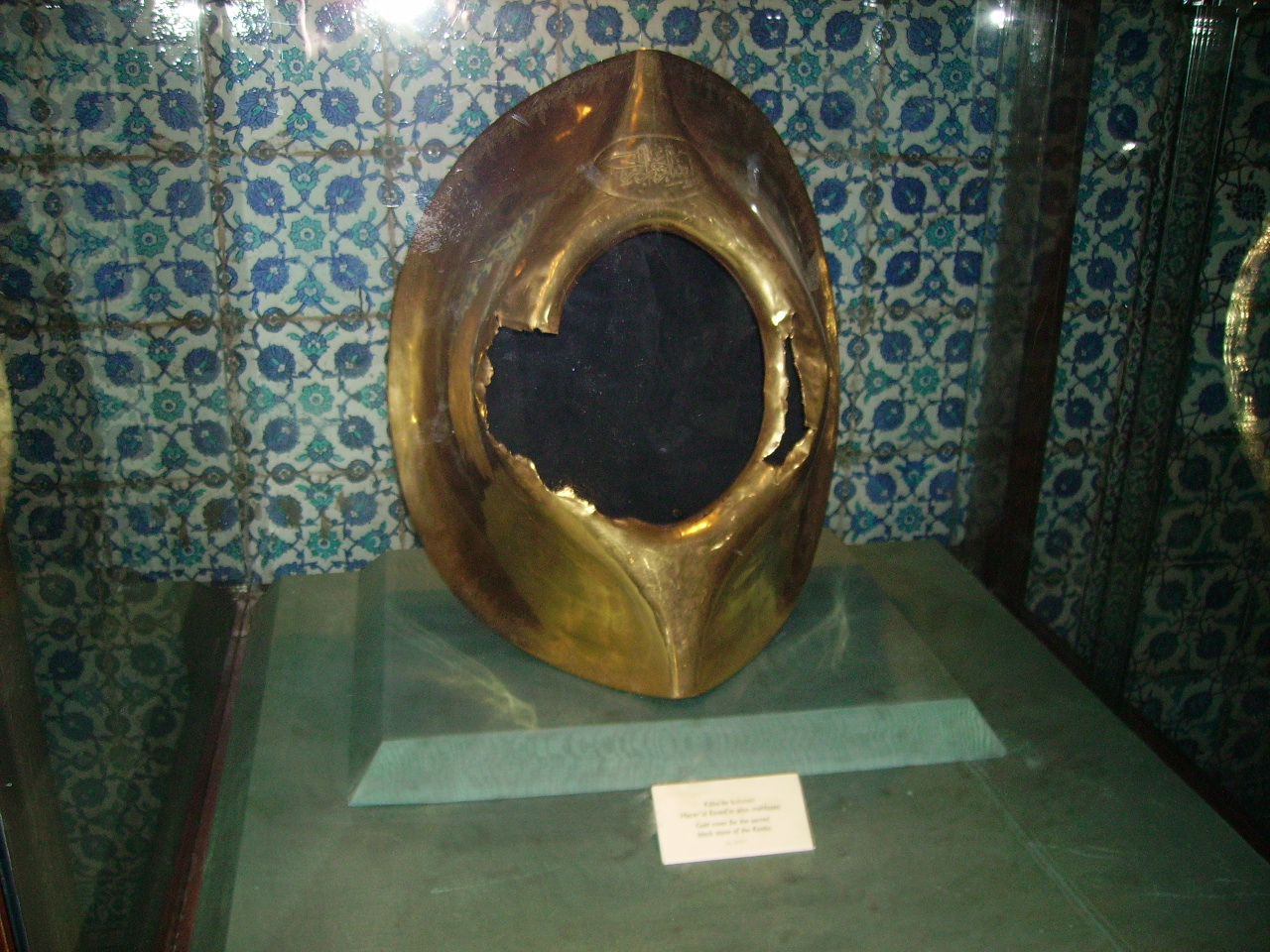
Vecchia copertura della Pietra Nera.

La Pietra Nera (in arabo الحجر الأسود‎?, al-ḥajar al-aswad) è una roccia nera incastonata a circa 1,10 metri d'altezza nell'angolo sud-orientale della Kaʿba di La Mecca, in Arabia Saudita.
Nel loro tawaf antiorario intorno alla Kaʿba nel corso del rito del Hajj i pellegrini musulmani sostano brevemente e baciano rapidamente la Pietra Nera, se la calca lo permette, a imitazione di quanto fece il profeta Maometto nel corso del suo secondo pellegrinaggio dopo l'Egira. Se la massa di fedeli non rende ciò possibile, il pellegrino si limita ad additarla nei suoi sette transiti, con il braccio teso nella sua direzione.

## Storia
Nel corso di uno dei tanti restauri della Kaʿba, richiesti dalla fragilità del materiale usato per la sua costruzione, facile a crollare in occasione degli improvvisi, per quanto rari, rovesci di pioggia, la tradizione islamica riporta come il giovane profeta Maometto partecipasse con grande avvedutezza alla collocazione dell'oggetto nell'angolo dell'edificio, coinvolgendo tutti i principali clan della sua tribù dei Quraysh nel suo trasporto, riservando solo a sé stesso l'onore della sistemazione fisica della Pietra Nera.
La Pietra Nera non è mai stata analizzata con le moderne tecniche scientifiche e le sue origini restano oggetto di speculazione.

### Tradizione
Relitto forse di un antico culto, che alcuni studiosi hanno pensato fosse ricordo di un passato preislamico litolatrico, la Pietra Nera è considerata dai musulmani l'ultimo reperto della "Casa Antica" (al-Bayt al-ʿatīq), fatta calare da Allah direttamente dal Paradiso sulla Terra, andata interamente distrutta dal diluvio universale. Per l'islam la Pietra Nera fu messa in salvo da Noè - profeta noto all'Islam arabo con il nome di Nūḥ - all'interno di una caverna nei pressi di La Mecca e da lì l'oggetto sarebbe stato recuperato da Abramo (profeta anch'egli, chiamato Ibrāhīm) nel momento in cui quest'ultimo, con l'aiuto del figlio Ismāʿīl (Ismaele), avrebbe dato inizio ai lavori della nuova Kaʿba.
Secondo una diffusa tradizione popolare islamica, la Pietra Nera è invece l'occhio di un angelo incaricato di prender nota dei pellegrini che adempiono all'obbligo canonico, per chi se lo possa permettere, di effettuare una volta almeno nella vita lo Hajj alla Mecca e nei suoi immediati dintorni.
Secondo un'altra tradizione la Pietra Nera sarebbe un meteorite bianco che, caduto sulla terra, avrebbe assorbito tutti i peccati dell'uomo, assumendo l'attuale emblematico colore.

### Danneggiamenti e profanazione
La supposta sacralità dell'oggetto non ha impedito che esso fosse oggetto di violenze fisiche. La prima violenza si registrò in occasione dell'incendio, partito dalle file dei soldati di Abd Allah ibn al-Zubayr in occasione dell'assedio portato nel 683 contro la città della Mecca dalle truppe omayyadi di al-Husayn ibn al-Numayr, generale del califfo Abd al-Malik ibn Marwan. L'incendio spaccò con il suo fortissimo calore la Pietra Nera in tre pezzi, che furono quindi tenuti assemblati da un apposito castone d'argento, tuttora visibile, che fa assumere alla Pietra Nera le sembianze della pupilla di un occhio.
L'altra violenza subita dalla Pietra Nera fu la sottrazione operata con la forza ai suoi danni dagli ismailiti Carmati, che giudicavano la devozione riservatale una forma di inaccettabile e superstizioso culto per un oggetto, a detrimento del puro culto riservato al solo Dio.
In una sanguinosa incursione avvenuta nel 929 d.C. la Pietra Nera fu divelta dalla malta in cui era alloggiata e per ventidue anni (caratterizzati da un fortissimo indebolimento dell'autorità califfale abbaside) essa rimase in mano ai Carmati del Bahrein e del tutto inutili furono i tentativi di recuperarla. La Pietra Nera fu restituita non già ai Fatimidi (cui i Carmati erano ideologicamente assai vicini) bensì, in cambio d'un fortissimo riscatto, agli sciiti duodecimani Buwayhidi, la cui "tutela" era stata forzatamente accettata dal califfo sunnita di Baghdad.

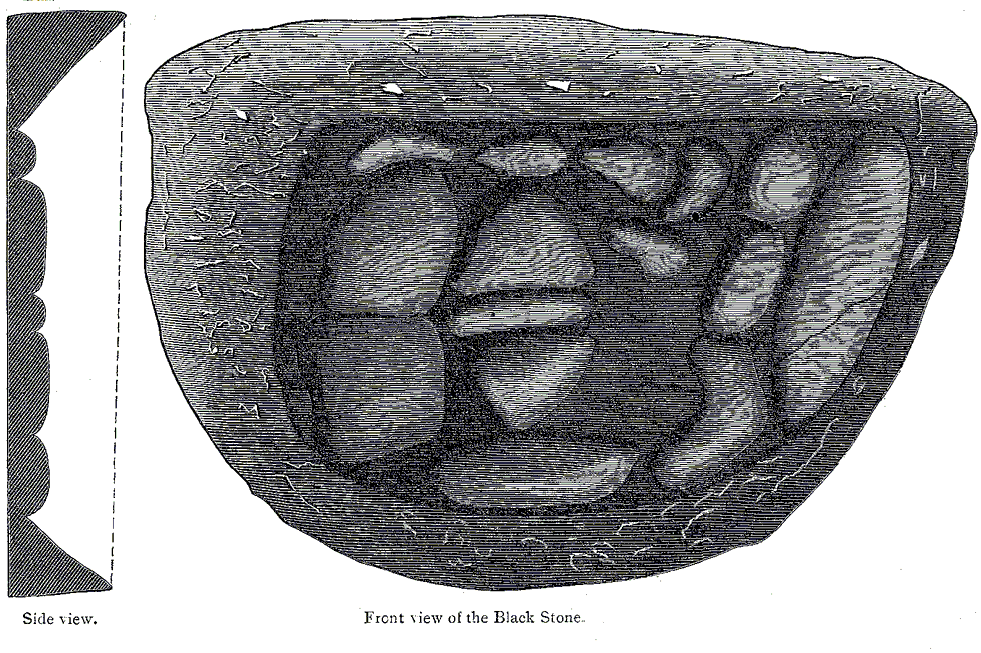
Ritratta a metà dell'Ottocento. Vista frontale e in sezione.

Nell'XI secolo un uomo presumibilmente inviato dal califfo dei Fatimidi al-Hakim bi-Amr Allah tentò di distruggere la Pietra Nera ma fu ucciso sul posto, riuscendo a causare solo danni lievi. Nel 1674, secondo quanto riportato da Johann Ludwig Burckhardt, qualcuno cosparse di escrementi la Pietra Nera così che "chiunque la baciasse si ritraesse con la barba insudiciata". Duodecimani provenienti dall'Iran sciita furono sospettati dell'atto sacrilego e divennero il bersaglio delle maledizioni degli altri musulmani per secoli, sebbene l'esploratore Sir Richard Francis Burton espresse dei dubbi circa il fatto che essi fossero i veri colpevoli; egli riteneva più probabile che l'atto fosse stato compiuto da "qualche ebreo o greco, che rischiò la propria vita per gratificare un bigottismo furioso".